# Alexis Smith
Alexis Smith, geboren als Gladys Smith (Penticton (Canada), 8 juni 1921 - Los Angeles (California), 9 juni 1993), was een Amerikaans actrice.
Ze werd geboren in Penticton (Canada) en had dezelfde echte naam als Mary Pickford. Ze kreeg een contract bij Warner Brothers en werd een ster in de jaren 40. In de jaren 70 ging ze naar Broadway en stierf in 1993 aan kanker.

## Filmografie
- Bibsys: 56691
- Biblioteca Nacional de España: XX829997
- Bibliothèque nationale de France: cb139554652 (data)
- Catàleg d'autoritats de noms i títols de Catalunya: 981058516464106706
- Gemeinsame Normdatei: 138571236
- International Standard Name Identifier: 0000 0001 1672 5514
- Library of Congress Control Number: no93035756
- MusicBrainz: bb605633-e5b9-4fbf-a2f5-35ec673395ef
- National Archives and Records Administration: 10574611
- Nationale Bibliotheek van Israël: 987007455066205171
- Nationale Bibliotheek van Polen: a0000002816810
- Nederlandse Thesaurus van Auteursnamen: 124155804
- Istituto Centrale per il Catalogo Unico: UBOV684082
- SNAC: w6wq242f
- Système universitaire de documentation: 079366163
- Virtual International Authority File: 74043624
- WorldCat: E39PBJrWGJxx9VtHtmdYH44H4q